# Émile Pelletier
Pour les articles homonymes, voir Pelletier.
Émile Pelletier, né à Saint-Brieuc le 11 février 1898 et mort le 15 décembre 1975 à Toulouse, est un haut fonctionnaire et homme politique français.

## Biographie
C’est à l’âge de 17 ans qu’il entre dans l’administration française. À 19 ans, il est chef adjoint du cabinet du préfet de la Loire-Inférieure. Il embrasse la carrière préfectorale qui le conduit à Mulhouse en 1920, à Arras en 1922, à Montreuil en 1925, à Cambrai en 1936 et à Valenciennes en 1939.
Pendant l'Occupation, de septembre 1940 à mai 1942, il est le préfet de la Somme, puis de mai à décembre 1942, préfet régional de la zone couvrant la Somme, l'Oise, les Ardennes et l'Aisne. Il est écarté par Laval, alors chef du gouvernement de Vichy, et mis en disponibilité officielle en avril 1943. Il devient membre de l'OCM, une organisation résistante, et entre en clandestinité en janvier 1944 jusqu'à la Libération. Ayant repris sa carrière préfectorale après la guerre, il est nommé en 1945 préfet de Seine-et-Marne et en 1947 préfet de la Haute-Garonne. Inspecteur général de l'administration en mission extraordinaire, il représente la France à la Conférence internationale sur les Pyrénées (1949-1950). En 1955, il est nommé préfet de la Seine.
Il est cité comme membre de la Fondation culturelle bretonne en 1957.
Il est ministre de l'Intérieur dans le Gouvernement Charles de Gaulle, du 1er juin 1958 au 8 janvier 1959.
De février 1959 à janvier 1962, il est ministre d’État de la Principauté de Monaco. Dans la nuit du 23 au 24 janvier 1962, Pelletier est remercié par le Prince Rainier. Cette décision brutale est peu appréciée du général de Gaulle et a pour toile de fond la crise entre la France et Monaco avec la création d'un paradis fiscal en Principauté, crise qui conduit au « blocus de Monaco » en octobre 1962.
Émile Pelletier, alors âgé de 62 ans, se retira à Toulouse.
Dans le long métrage Grace de Monaco réalisé par Olivier Dahan en 2014, Olivier Rabourdin interprète son rôle.

## Distinctions
- Croix de guerre 1939–1945
- Médaille de la Résistance française par décret du 14 juin 1946[2]